# Roy Williamson
Roy Williamson (25. juni 1936-12. august 1990) var en skotsk musiker, der var medlem af The Corries (sammen med Ronnie Browne). Han er mest kendt for at have skrevet Skotlands uofficielle nationalsang Flower of Scotland, en sang, der i skotternes øjne har placeret ham næsten på side med Robert Burns.
Williamson var som ung rugby-spiller, men måtte stoppe sin karriere på grund af astma. Han kom derfor på College of Arts i Edinburgh, hvor han mødte Ronnie Browne, som han skabte The Corries sammen med.
På toppen af karrieren blev Williamson i 1989 syg og fik konstateret en hjernesvulst, som han døde af året efter.